# Kenny Rogers and The First Edition
Kenny Rogers and The First Edition, até 1969 anunciada como The First Edition, foi uma banda de rock eclética cujos estilos variavam do rock and roll ao R&B, folk e country. Seus membros principais foram Kenny Rogers (vocal e baixo), Mickey Jones (bateria e percussão) e Terry Williams (guitarra e vocal ). A banda formou-se em 1967, com o músico folk Mike Settle (guitarra e backing vocals) e Thelma Camacho (vocais principais), completando a programação.
Enquanto a contracultura dos anos 60 estava esquentando, a The First Edition assinou com a Reprise Records no verão de 1967 e teve seu primeiro grande sucesso no início de 1968 com o single pop-psicodélico "Just Dropped In (To See What Condition My Was In)" (No. 5 na parada americana). Depois de apenas mais um gráfico, "But You Know I Love You" (No. 19 na parada americana), o grupo, recentemente anunciado como "Kenny Rogers and the  First Edition", voltou a figurar entre os dez primeiros, desta vez no verão de 1969, com o tópico " Ruby, Don't Take Your Love to Town" (No.   6 na parada americana e  No.2 no Reino Unido).
Nos seis anos seguintes, a First Edition saltou entre country rock, pop e rock psicodélico, desfrutando de sucesso mundial. Em meados da década de 1970, o vocalista Kenny Rogers embarcaria em uma carreira solo, tornando-se um dos artistas country mais vendidos de todos os tempos.

## Início
Kenny Rogers e The First Edition foram compostos principalmente por ex- New Christy Minstrels que se sentiram criativamente sufocados. A exceção foi Mickey Jones, que fazia parte do grupo de apoio de Bob Dylan em sua primeira turnê mundial elétrica. Em 1967, com a ajuda da mãe de Terry Williams, que trabalhava para o produtor / executivo Jimmy Bowen, eles assinaram com a Reprise e gravaram seu primeiro single juntos, "I Found a Reason", que registrou vendas menores. Como grande parte do trabalho da formação original, essa era uma composição distintamente contemporânea com um vocal de Mike Settle intensamente realizado. Settle primeiro teve a ideia de formar a banda enquanto seu trabalho assumia as características do rock. Nos sete anos anteriores, Mike havia escrito músicas decididamente mais orientadas para o folk, principalmente o frequentemente cantado "Sing Hallelujah".
Foi o acompanhamento deles (cantado por Rogers), o single psicodélico "Just Dropped In (To See What Condition My Was In)", que lhes rendeu seu primeiro contato com a fama. O single, com um arranjo do produtor Mike Post que fez Glen Campbell tocar a introdução de guitarra para trás e Mike Deasy fornecer vários sons psicodélicos, tornou-se um sucesso no início de 1968, subindo para o No. 5 na Billboard Hot 100. Terry Williams tocou o solo que mais tarde levou Jimi Hendrix a dizer a Kenny que era seu disco favorito. Os próximos três singles do grupo falharam comercialmente, assim como seu segundo álbum. O lançamento do outono de 1968 " But You Know I Love You " (composto por Settle) possuía um som country-folk único com tons de bronze, ampliando sua base de fãs. Na versão do grupo para a The Smothers Brothers Comedy Hour, que foi ao ar em 8 de dezembro de 1968, o público foi involuntariamente enganado a bater palmas muito cedo, logo após o final falso, mas muito antes do final real.. a canção atingiu o número No. 19 no Hot 100, pouco menos de um ano depois de "Just Dropped In" estar no topo da Billboard.
De acordo com o livro de Mickey Jones That Would Be Me, Thelma foi demitida do grupo no final de 1968 (logo após o lançamento de "But You Know I Love You" e a mencionada aparição na televisão dos Smothers Brothers, mas antes do registro aparecer nas paradas Hot 100), depois de perder muitos shows e ensaios. Pela sua parte, Thelma não viu o mesmo. Ela afirmou que, embora sempre amasse estar com eles no estúdio, a estrada era muito difícil para ela do ponto de vista da saúde e pessoal. Crescendo lentamente para além dos outros, Camacho começou a se sentir restringida pela banda de várias maneiras. Todos concordaram que a situação não poderia continuar, e ela foi substituída por sua colega de quarto, Mary Arnold, uma cantora nascida em Iowa que derrotou a recém-chegada Karen Carpenter pelo trabalho. Thelma aparece nos três primeiros LPs mais metade do quarto álbum. Mary fez sua estreia em "Reuben James".
No final da década, Rogers tinha cabelos castanhos compridos, brinco e óculos de sol rosa. Conhecido carinhosamente em retrospecto como "Hippie Kenny", Rogers tinha um estilo vocal notavelmente mais suave na época. Durante o verão de 1969, a banda marcou outro hit do Top Ten com "Ruby, Don't Take Tour Love To Town", de Mel Tillis. "Ruby" foi o sucesso global que estabeleceu firmemente a longevidade da First Edition nos negócios. A bateria de Mickey fazia parte do gancho. Nos shows de Rogers em seus últimos anos de carreira, a música é frequentemente aplaudida ou brincada, mas era uma coisa séria na época. Contar a história de um veterano aleijado era admiravelmente ousado no auge do envolvimento dos Estados Unidos na guerra do Vietnã. A letra da música era originalmente destinada a abordar a Guerra da Coreia, embora de maneira tão vaga que pudesse se referir à Coreia, Vietnã ou mesmo ao ataque japonês a Pearl Harbor. A música foi escolhida por alguns dos disc jockeys mais afinados e, de repente, houve uma grande demanda para lançar a faixa final gravada e incluída no álbum First Edition '69. Para lançar "Ruby" ao mesmo tempo que o "But You Know I Love You", parecido com "Once Again She's All Alone", o grupo se renomeou como "Kenny Rogers and The First Edition". Quando "Ruby" se tornou o hit, o nome ficou. Mais tarde, Terry afirmou que isso o fazia se sentir como um dos Pips de Gladys Knight.

## Sucesso e crescimento
"Ruby" fez deles estrelas e, durante os próximos dois anos, Kenny Rogers e The First Edition tiveram cinco hits. Um homem que Rogers inicialmente considerou ser um fã rude lançou "Reuben James" para Rogers em uma partida de golfe. O homem, que acabou por ser um lançador de canções do compositor americano Alex Harvey, seguiu-o pelos campos cantando a música até Kenny ouvir. Rogers adorou o olhar da música para um homem negro criando um garoto branco e concordou em gravá-la. "Reuben James" acabou sendo outro disco ousado; embora não seja um sucesso tão grande quanto "Ruby", causou um grande impacto na base de fãs agora considerável da banda. "Reuben James" foi lançado no final de 1969, quando Mike Settle se foi por vários meses, em um esforço para salvar seu casamento condenado. Durante sua ausência, ele foi substituído por Kin Vassy . O estilo de Vassy era um pouco mais ousado que o de Settle, permitindo que a banda explorasse áreas diferentes. Foi agora que Kenny e Terry, por padrão, se tornaram os líderes da banda. Kenny estava encarregado dos registros, e Terry assumiria o controle de sua apresentação no palco. O grupo continuou a gravar country, rock e folk por medidas razoavelmente iguais, obscurecendo as linhas entre os gêneros. Junto com Jerry Lee Lewis, Johnny Cash e Elvis Presley, seus discos no final da década de 1960 trouxeram música country para a cidade e rock and roll para o país. Mesmo que Jones também não tivesse descoberto Don Henley, o First Edition deveria receber o crédito por ser pioneira em uma mistura mais moderna de rockabilly, chamada country rock.
The First Edition alcançou o que foi sem dúvida o auge de sua fama com "Something's Burning", um No. 11 atingidos no início de 1970. Uma música descaradamente sexual, foi levemente prejudicada pela controvérsia em torno dela. Independentemente disso, a voz suave de Kenny nos versos e os gritos de rock no coro rendeu muito elogio ao grupo. "Burning" foi aberto com uma amostra de um batimento cardíaco real, reproduzido para trás, para reproduzir a batida rítmica da música.
Enquanto isso, Terry Williams começou a gravar alguns singles solo. Várias músicas de folk rock tiveram pouco sucesso. Mais tarde, ele mudou para um som de chiclete mais voltado para adolescentes, que o empresário deles, Ken Kragen, achava que atrairia seus fãs. "I'm Gonna Sing You A Sad Song Susie" fez parte do próximo LP da primeira edição, Tell It All Brother. A faixa-título (também escrita por Harvey), que tratava do amor e da irmandade, foi um dos 20 maiores sucessos nacionais e liderou a pesquisa do top 30 da WRKO em 13 de agosto de 1970 por uma semana. Foi a primeira de muitas canções que Kenny cantou (por exemplo, seu solo "Coward Of The County") que tinha elementos de sadismo sob uma superfície suave. Lançada cerca de um mês após o tiroteio no estado de Kent, a música foi aplaudida de pé na noite em que estreou ao vivo.
Além das contínuas aparições da banda na televisão, canções de Kenny Rogers e The First Edition foram exibidas em dois filmes de 1970. O primeiro foi o nunca lançado em disco "If Nobody Loved" para a comédia política Flap. Alguns meses depois, eles gravaram "Someone Who Cares" e "A Poem I Wrote For Your Hair" para aparecer na trilha sonora do filme romântico Fools, estrelado por Jason Robards Jr. e Katharine Ross. The Fools (trilha sonora) foi lançado em 1971.
No final de 1970 tiveram seu sétimo hit no Top 40 com o "Heed The Call", da Vassy. Outra música sobre a necessidade de irmandade, foi vista como uma contraparte da balada de "Tell It All Brother". O próximo single, "Someone Who Cares", foi retirado da trilha sonora do filme Fools. Embora tenha pontuado alto nas paradas de fácil audição, "Someone Who Cares" não alcançou o top 50 pop. Isso deu início a um período durante o qual o First Edition tentou refazer sua imagem. O tecladista John Hobbs participou brevemente da programação, mas, embora tenha tocado em gravações futuras, não estava no grupo o tempo suficiente para aparecer nas capas de álbuns ou nas fotos de publicidade. Seu breve mandato foi capturado no especial da televisão PBS Tell It All. O especial proporcionou uma visão incomumente profunda do grupo, todos à vontade falando à frente da câmera. Em meados de 1971 lançaram um single gospel chamado "Take My Hand", que mal apareceu na parte inferior das paradas.

## TV e lançamentos posteriores
Após o sucesso de uma filmagem piloto no final de 1970, o outono de 1971 viu Kenny Rogers e o First Edition se tornarem apresentadores de sua própria série de televisão Rollin 'On the River. Mais tarde, abreviado para Rollin, este foi um programa de variedades gravado no Canadá (aproveitando os requisitos de conteúdo canadense recentemente impostos), voltado para artistas e grupos de rock, blues e folk. Ao contrário do The Sonny & Cher Comedy Hour, mais estiloso em Las Vegas, Rollin estava focado em convidados mais exigentes como Ike e Tina Turner, veteranos como Bo Diddley, artistas veteranos canadenses como Ronnie Hawkins e artistas iniciantes como Jim Croce. O show também deu ao First Edition a chance de fazer a comédia Kenny e Terry faziam parte de seu ato. Embora tenha recebido boas classificações, Rollin teve um efeito colateral ruim: o First Edition agora era vista como personalidades da televisão em vez de estrelas da música. A canção de assinatura de Terry Williams, "What Am I Gonna Do", se tornaria o próximo single do grupo no final de 1971, e o primeiro a não aparecer entre as 45 primeiras posições nas paradas desde 1968.
Gravada durante seis meses em 1971 e lançada em março de 1972, The Ballad of Calico foi escrita pelo futuro astro Michael Murphey e pelo diretor musical e arranjador do First, Larry Cansler. Cansler substituiu Hobbs no palco durante esse período, mas apesar de seu grande papel criativo aqui e no Rollin 'On the River, ele também não foi promovido como membro do grupo. O álbum era uma ópera de rock country sobre uma cidade mineira do final do século XIX, mas, ao contrário da maioria dos projetos da época, todas as músicas eram baseadas em fatos. A capa e o livreto deste conjunto de dois LPs tinham fotos genuínas e de época que retratavam a época, com todas as letras apresentadas em manuscrito. A música foi muito bem recebida, com todo o grupo (fora Mickey) assumindo pelo menos uma liderança. A música escolhida para um single foi "School Teacher", um ritmo acústico e blues, com a liderança de Kin. Em retrospecto, é fácil entender os prováveis motivos pelos quais o "School Teacher" artisticamente válido não passou da posição 91. O lançamento de um single no qual Rogers não era proeminente, já havia se mostrado uma aposta, além de letras escritas para refletir as visões sexistas do século XIX, soavam estranhas fora do conceito do LP. Desde então, "The Ballad Of Calico" conquistou muitos seguidores, mas em 1972 foi praticamente ignorada. Frustrada pelas vendas em queda (o álbum quase não vendeu nada), Vassy começou a deixar o hábito de beber ficar fora de controle. De acordo com o livro de Mickey Jones, That Would Be Me, Vassy foi demitida vários meses após o lançamento do "Calico's" após um confronto bêbado nos bastidores com Terry Williams.
No início de 1972, Gene Lorenzo substituiu Larry Cansler no palco e tornou-se membro da banda. Jimmy Hassell se juntou ao grupo cerca de seis meses depois para substituir Kin. Lorenzo era um virtuoso do teclado e do piano. Hassell era um cantor de hard rock semelhante ao Vassy, e fisicamente lembrava um amigo do ator de Gary Terry, Gary Busey. Ambos se encaixam bem, sem causar a impressão pública dos membros originais. Na época em que os novos membros entraram, Rogers formou sua própria gravadora, Jolly Rogers (distribuída pela MGM, Rogers manteve o nome quando ele começou sua própria editora como artista solo) e o grupo deixou o Reprise.
O primeiro lançamento de Jolly Rogers foi um LP do país de 1972, chamado Backroads. O terceiro single do álbum, uma versão de "Today I Started Loving You Again", de Merle Haggard, alcançou as regiões mais baixas das paradas do país em meados de 1973. Então veio uma trilha sonora de Rollin '. Agora, em seu segundo ano, um álbum de versões ao vivo das músicas "Calico" e hits como "Ruby", "Reuben James" e "Just Dropped In" poderia ter vendido muito bem, trazendo hits comprovados ao selo Jolly Rogers no mesmo tempo. Em vez disso, eles apresentaram um conjunto de músicas cover, das quais o remake de Kenny de "The Long and Winding Road" e a reformulação de Gene e Terry de "Joy" de Bach foram as mais notáveis. O álbum não verificou as vendas em declínio do grupo, e o programa de TV foi cancelado em breve. O grupo tocou cada vez mais no circuito da feira do condado.
Decidiu-se que era necessária uma nova imagem longe da TV. Monumental tentou dar a eles exatamente isso. Combinando uma grande variedade de estilos, ele variava de um roqueiro escrito por Rogers sobre a prostituta "Morgana Jones" (posteriormente gravada por Rogers para seu álbum The Gambler em 1978) até o nostálgico "42nd Street". O último comparou a Nova York de 1973 à Broadway da década de 1930. Como ele continuaria a fazer em sua carreira solo, Rogers encobriu um assunto maduro com uma entrega suave. A mistura inspirada no Dr. John das composições de Alex Harvey "The Hoodooin 'of Miss Fannie Deberry" (também regravada por Rogers para "The Gambler") e "The Ritual", foi a peça central do LP. Embora sintonizado com outras músicas do dia, o Monumental foi um dos maiores fracassos de vendas nos Estados Unidos, mas na Nova Zelândia ficou em ouro. Após o sucesso local de "Rollin'" e a balada discreta "Lady, Play Your Symphony", a canção de ninar de Kenny "Lena Lookie" chegou ao número seis, e o grupo embarcou em três turnês pela Nova Zelândia nos próximos dois anos. Um documentário de sua primeira viagem, no final de 1973, foi ao ar como um especial de TV de 1975, Rollin Through New Zealand.
Como sua popularidade doméstica continuou a diminuir, Terry quis se concentrar nos hard rockers que haviam se saído tão bem no exterior. Kenny discordou, querendo uma agenda mais conservadora. Kenny admitiu em seu livro Making It With Music, que ele talvez não devesse ter reclamado da má distribuição da MGM em um programa de rádio, mas, apesar dos problemas crescentes, a Nova Zelândia continuou a considerar o First Edition como superestrelas. O problema era que eles tinham que percorrer a metade do mundo para se beneficiar do sucesso e as despesas de viagem consumiam grande parte de seus lucros. Como agradecimento, eles montaram um álbum chamado I'm Not Making My Music For Money, especialmente para os fãs da Nova Zelândia. Um LP desse título deveria ter sido lançado nos EUA, mas a MGM o rejeitou. O LP dos EUA seria basicamente o mesmo, mas com dois novos cortes substituindo as duas músicas reutilizadas em "Monumental". Apesar dos recauchutados, o álbum mostrou desenvolvimento contínuo. Uma mistura de novas músicas e remakes (possivelmente feito porque algumas músicas não estavam disponíveis na Nova Zelândia), "Love Woman" agora era uma jam de hard rock com Jimmy na liderança. Esse arranjo foi emprestado das performances de palco da banda de "Rockin 'Through The Rye", de Bill Haley. As baladas "Dirty Work" e "Daddy Was A Travelling Man" foram um retorno ao estilo mais adulto dos primeiros trabalhos de Terry. "Making Music For Money" (outra música refeita para "The Gambler") é uma música sobre arte versus comércio que Jimmy Buffett gravou mais tarde. Foi o último single irônico da banda. Foi bem, mas novamente na Nova Zelândia.

## A separação
Um último esforço para alavancar suas carreiras domésticas foi realizado no final de 1974, quando eles filmaram um filme de televisão chamado The Dream Makers. Um drama sobre o negócio da música, eles tocaram o grupo Catweazel. Foi um papel pequeno, com apenas Kenny e Mickey falando as principais falas. Apesar do filme lhes dar a chance de tocar músicas recentes, a exposição não interrompeu seu declínio. Kenny tinha ficado sem dinheiro em 1974 e estava endividado quando decidiu vender discos de aulas de violão em um comercial.
Querendo dar uma chance a uma carreira solo, Terry partiu no final da primavera de 1975. Kenny estava chateado, mas concordou com isso, conseguindo fazer com que Kin voltasse para que eles pudessem cumprir seus compromissos pendentes. Embora ele tenha sido contratado para ficar permanentemente, a reunião com Vassy não correu bem e ele acabou tocando apenas uma noite. Isso marcou mais ou menos o ponto em que a banda concordou em se separar. Mickey, percebendo que era hora de seguir em frente, foi o primeiro a decidir partir para perseguir seu outro sonho, que estava atuando. Embora o grupo terminasse suas obrigações pendentes, Kenny começou a gravar como um ato solo naquele outono. O First Edition fez seus últimos shows programados no outono de 1975 no Harrah's em Reno. Sem Mickey Jones, houve alguns shows no início de 1976, feitos a favor de Kenny que ainda não havia formado sua banda solo. Kenny disse mais tarde que escrever a música "Sweet Music Man" o fez cortar o cabelo e deixá-lo ficar cinza, além de se livrar do brinco. A música pode ter desempenhado um papel em seu futuro meio da imagem da estrada, mas a mudança não aconteceu até quase um ano depois de ter sido escrita. Mary Arnold costumava cantar "Sweet Music Man" nos shows de Terry Williams após a separação, e Kenny também tentou a liderança algumas vezes. Essa se tornaria uma das composições mais gravadas de Rogers, e ele próprio tinha um No. 9 no país, bateu com ele no outono de 1977. Embora não tenha sido gravado, "Sweet Music Man" marcou o final do grupo  como uma entidade criativa.

## Após a divisão
Considerando o perfil discreto da banda, Kenny Rogers tinha um futuro incerto quando assinou um contrato solo com a United Artists em 1975. Durante o resto da década e além, ele havia acertado após com o hit "Lucille". Durante seu tempo na UA (mais tarde assumido pela Liberty), ele liderou as paradas de álbuns pop e country por um total de 90 semanas e vendeu mais discos do que qualquer um na música country. Em 1983, seu status como uma das principais estrelas do mundo (de qualquer gênero musical) foi confirmado quando a RCA o contratou por uma soma antecipada de US $ 20 milhões, por seis álbuns. Kenny Rogers continuou a turnê, incluindo material clássico do First Edition em suas performances, antes de se aposentar em 2017. Em abril de 2013, ele foi incluído no Hall da Fama da Música Country.
Thelma Camacho fez alguns discos solo nas décadas de 1960 e 1970 e um LP em 1980. Ela se mudou para a Europa na década de 1980 e perdeu contato com o resto do grupo até 2010. Thelma também gravou na Europa sob o nome de Tess Ivie (este último sendo o sobrenome de seu marido). Hoje, ela mora na Califórnia e administra uma joalheria.
Mary Arnold se casou com o cantor Roger Miller, depois que os dois foram apresentados por Rogers, e agora cuida de sua propriedade. Ela se apresentou com ele por muitos anos e foi recentemente introduzida no Hall of Fame do Rock and Roll de Iowa.
Kin Vassy morreu de câncer de pulmão em 23 de junho de 1994. Ele marcou dois dos 40 melhores singles de sucesso como cantor country, mas sua carreira solo nunca decolou. Ele trabalhou frequentemente com Kenny nos anos 80 e seu grito de marca registrada anima sucessos como "Blaze Of Glory". Em 1980, ele lançou o single "Makes Me Wonder (If I Ever Said Goodbye)"; Kenny Rogers cantou os vocais de apoio. A música não foi um sucesso, mas no ano seguinte Kenny gravou sua própria versão da música para seu popular álbum Share Your Love, produzido por Lionel Richie; Vassy cantou a versão de Kenny. Ele também trabalhou com Frank Zappa e Elvis Presley. Dois anos depois de sua morte, Martina McBride teve uma canção da posição 28 na parada country  dos EUA com a canção "Phones Are Ringing (All Over Town)".
Gene Lorenzo se apresentou por alguns anos com a estrela country Lee Greenwood, depois por mais alguns anos com Kathy Mattea. Quando Greenwood demitiu sua banda em 1987, Kenny perguntou a Gene se ele gostaria de se juntar à banda "Bloodline" até encontrar um novo grupo. Lorenzo ficou cerca de seis meses. Ele ainda está listado como músico que trabalha.
Terry Williams teve um hit em 1980, chamado "Blame It On The Night", mas estava em uma pequena gravadora. Ele trabalhou extensivamente com Kenny na década de 1980 e administrou os bem-sucedidos estúdios de gravação de Lion Share. Hoje, Terry está aposentado, em uma fazenda no sudeste. Ele agora compõe e canta música cristã.
Kin e Terry lideraram uma nova First Edition em 1993-94. Eles continuaram alguns meses após a morte de Vassy, mas as circunstâncias agora eram muito ruins e se dissolveram vários meses depois. Seria uma tentativa de relançar o grupo como uma banda country contemporânea que também tocou seus hits. O irmão mais novo de Terry, Ress, tocava bateria.
Tendo continuado a escrever e se apresentar, Mike Settle abriu a The First Edition em sua jornada de 1973 para a Nova Zelândia. Ele escreveu várias músicas para os discos solo do grupo ao longo dos anos. Na década de 1980, Mike tinha um perfil mais baixo na indústria da música e depois se tornou jornalista. Agora basicamente aposentado, suas músicas ("But You Know I Love You" em particular) continuam sendo gravadas por novos artistas.
Jimmy Hassell trabalhou para Anne Murray por um tempo e depois que Mary se casou com Roger Miller, ele trabalhou com eles também. Ele lançou um LP solo auto-intitulado em 1976, que foi reeditado com uma nova música em 1978, e também escreveu jingles comerciais. Seu maior sucesso como artista solo ocorreu em 1977, quando ele produziu o premiado programa de produção Sassy Class no hotel Stardust. Ele morreu em 6 de janeiro de 2004.
Mickey Jones se tornou o membro mais visível ao lado de Kenny. Focado mais na atuação, ele esteve em muitos filmes e programas de televisão ao longo dos anos, incluindo filmes como Sling Blade e The Fighting Temptations. Ele também teve um papel em  Home Improvement, de Tim Allen por duas temporadas. Ele morreu em 7 de fevereiro de 2018.
John Hobbs manteve contato com o grupo e trabalhou com Kenny, Terry e Kin no trabalho solo de Rogers no início dos anos 80, bem como em outros projetos na Lion Share. Ele permaneceu um músico e arranjador ativo.
O arranjador de longa data do grupo, Larry Cansler, teve uma carreira bem-sucedida nos estúdios de Los Angeles, gravando muitos filmes (incluindo a série The Gambler), programas de variedades (The Smothers Brothers Comedy Hour) e muitos comerciais nacionais. Ele agora vive no Arizona e continua a compor para orquestras sinfônicas.
Em 1980, uma compilação de alguns dos maiores sucessos e cortes de álbuns do First Edition, intitulada "Shine On", foi publicada no Reino Unido; teve boa vendagem, mas foi ofuscado pelo The Kenny Rogers Singles Album, uma coleção de grandes sucessos solo de Kenny Rogers que, além de seus sucessos solo, apresentava retrabalhos das músicas mais conhecidas do grupo.
Atualmente, existem muitas compilações de seus trabalhos impressos em várias etiquetas, algumas escritas erroneamente para Kenny com fotos não da época.
"Live Vegas '72" é a primeira música nova da First Edition a ser lançada desde 1974. A gravação foi uma performance da era Kin Vassy de data desconhecida. Jimmy é estranhamente creditado e há outros erros básicos na capa.
A banda marcou um total de 11 singles de sucesso e oito álbuns de sucesso nas paradas da Billboard.
Em 10 de abril de 2010, Kenny, Mike, Mickey, Terry, Mary e Gene se reuniram como parte do especial de TV Kenny Rogers: The First 50 Years. Isso foi filmado no Foxwoods Casino, em Connecticut. Eles se juntaram a Wynonna Judd em uma versão de "Just Dropped In".
O First Edition se reuniu várias vezes com Rogers em 2014-2015, quando foi eleito para o Country Music Hall Of Fame. Foram breves entrevistas coletivas e apresentações.

## Discografia
| Ano  | Álbum                                                      | Posição na parada musical | Posição na parada musical | RIAA    |
| Ano  | Álbum                                                      | EUA                       | CAN                       | RIAA    |
| ---- | ---------------------------------------------------------- | ------------------------- | ------------------------- | ------- |
| 1967 | The First Edition                                          | 118                       | -                         | -       |
| 1968 | The First Edition's 2nd                                    | -                         | -                         | -       |
| 1969 | The First Edition '69                                      | 164                       | -                         | -       |
| 1969 | Ruby, Don't Take Your Love To Town                         | 48.                       | 52                        | -       |
| 1970 | Something's Burning                                        | 26                        | 47                        | -       |
| 1970 | Tell It All Brother                                        | 61                        | 42.                       | -       |
| 1971 | Fools (trilha sonora)                                      | -                         | -                         | -       |
| 1971 | Greatest Hits                                              | 57                        | 33                        | Platina |
| 1971 | Transition                                                 | 155                       | -                         | -       |
| 1972 | The Ballad of Calico                                       | 118                       | -                         | -       |
| 1972 | Back Roads                                                 | -                         | -                         | -       |
| 1973 | Rollin'                                                    | -                         | -                         | -       |
| 1973 | Monumental                                                 | -                         | -                         | -       |
| 1974 | I'm Not Making Music for Money' (somente na Nova Zelândia) | -                         | -                         | -       |
| 2015 | Live Vegas '72 (apenas 500 discos de vinil)                | -                         | -                         | -       |

### Singles
| Ano  | Single                                                        | Posição nas paradas | Posição nas paradas | Posição nas paradas            | Posição nas paradas | Posição nas paradas | Posição nas paradas | Posição nas paradas | Posição nas paradas | Posição nas paradas | Álbum                              |
| Ano  | Single                                                        | US Country          | Billboard Hot 100   | Adult Contemporary (Billboard) | CAN Country         | CAN                 | CAN AC              | NZ                  | UK                  | AU                  | Álbum                              |
| ---- | ------------------------------------------------------------- | ------------------- | ------------------- | ------------------------------ | ------------------- | ------------------- | ------------------- | ------------------- | ------------------- | ------------------- | ---------------------------------- |
| 1967 | "I Found a Reason"                                            | —                   | —                   | —                              | —                   | —                   | —                   | —                   | —                   | —                   | The First Edition                  |
| 1967 | "Just Dropped In (To See What Condition My Condition Was In)" | —                   | 5                   | —                              | —                   | —                   | —                   | —                   | —                   | —                   | The First Edition                  |
| 1968 | "Only Me"                                                     | —                   | 133                 | —                              | —                   | —                   | —                   | —                   | —                   | —                   | The First Edition's 2nd            |
| 1968 | "Charlie The Fer De Lance"                                    | —                   | —                   | —                              | —                   | —                   | —                   | —                   | —                   | —                   | The First Edition's 2nd            |
| 1968 | "Are My Thoughts With You?"                                   | —                   | 119                 | —                              | —                   | —                   | —                   | —                   | —                   | —                   | The First Edition's 2nd            |
| 1968 | "But You Know I Love You"                                     | —                   | 19                  | —                              | —                   | 11                  | 9                   | —                   | —                   | —                   | The First Edition '69              |
| 1969 | "Once Again, She's All Alone"                                 | —                   | 126                 | —                              | —                   | 86                  | —                   | —                   | —                   | —                   | Ruby, Don't Take Your Love to Town |
| 1969 | "Ruby, Don't Take Your Love to Town"                          | 39                  | 6                   | 6                              | 2                   | 4                   | 1                   | 6                   | 2                   | 9                   | Ruby, Don't Take Your Love to Town |
| 1969 | "Reuben James"                                                | 46                  | 26                  | —                              | 12                  | 9                   | 39                  | 9                   | —                   | 10                  | Ruby, Don't Take Your Love to Town |
| 1970 | "Something's Burning"                                         | —                   | 11                  | —                              | —                   | 6                   | —                   | 14                  | 8                   | 13                  | Something's Burning                |
| 1970 | "Tell It All Brother"                                         | —                   | 17                  | 8                              | —                   | 10                  | —                   | —                   | —                   | 58                  | Tell It All Brother                |
| 1970 | "Heed the Call"                                               | —                   | 33                  | —                              | —                   | 6                   | —                   | —                   | —                   | 68                  | Tell It All Brother                |
| 1971 | "Someone Who Cares"                                           | —                   | 51                  | 4                              | —                   | 54                  | —                   | —                   | —                   | —                   | Fools (soundtrack)                 |
| 1971 | "Take My Hand"                                                | —                   | 91                  | —                              | —                   | —                   | —                   | —                   | —                   | —                   | Transition                         |
| 1971 | "What Am I Gonna Do"                                          | —                   | —                   | —                              | —                   | —                   | —                   | —                   | —                   | —                   | Transition                         |
| 1972 | "School Teacher"                                              | —                   | 91                  | —                              | —                   | —                   | —                   | —                   | —                   | —                   | Ballad of Calico                   |
| 1972 | "Lady Play Your Symphony"                                     | —                   | 105                 | —                              | —                   | —                   | —                   | 5                   | —                   | —                   | Backroads                          |
| 1973 | "(Do You Remember The) First Time"                            | —                   | —                   | —                              | —                   | —                   | —                   | —                   | —                   | —                   | Backroads                          |
| 1973 | "Today I Started Loving You Again"                            | 69                  | —                   | —                              | —                   | —                   | —                   | —                   | —                   | —                   | Backroads                          |
| 1973 | "Lena Lookie"                                                 | —                   | —                   | —                              | —                   | —                   | —                   | 6                   | —                   | —                   | Monumental                         |
| 1973 | "Something About Your Song"                                   | —                   | —                   | —                              | —                   | —                   | —                   | —                   | —                   | —                   | Monumental                         |
| 1974 | "Makin' Music for Money"                                      | —                   | —                   | —                              | —                   | —                   | —                   | 11                  | —                   | —                   | I'm Not Making My Music For Money  |

## Documentários
- "Tell It All" -Airdate: distribuído no outono de 1972. Um especial da PBS filmado no início de 1971, durante uma data na Carolina do Sul. Vai aos bastidores, mostra ensaios e realiza entrevistas em profundidade com todo o grupo. Parte disso foi reutilizada em "Kenny Rogers-The Journey". O restante ainda está para ser divulgado em vídeo caseiro.
- "Rollin 'Through New Zealand" - Airdate: distribuído no início de 1975. O First Edition estrela neste olhar as visitas e o sucesso na Nova Zelândia. Nenhum vídeo caseiro oficial foi lançado, mas o produtor Tony Williams o colocou online.[2]
- "Kenny Rogers: A Gambler's Tale" - A & E Biography 1999. Kenny e Mike Settle são entrevistados para este documento de 60 min. Estava disponível no VHS
- "The Life and Times of Kenny Rogers" - CMT 2002. O olhar profundo de Rogers inclui entrevistas com Kenny, Mickey Jones e Terry Williams
- "Kenny Rogers - The Journey" - DVD 2006. Um documentário baseado em desempenho, que dedica cerca de um quarto do seu tempo de reprodução de duas horas à Primeira Edição. Inclui vintage e novas entrevistas com Rogers, bem como uma nova de Mickey Jones.